# 猫座

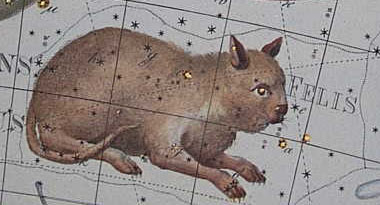
猫座。

猫座（拉丁语：Felis）是一个已经被废除的星座，由法国天文学家熱羅姆·拉朗德于1799年创建。拉朗德创建该星座的最主要原因是他是一个非常喜欢猫的人，但却在星空看不到象征猫的星座，因此设立猫座以弥补他的遗憾。德國天文學家約翰·波得在收到拉朗德寄來的星座座標後，便將猫座收入1801年出版的星象圖表中:141。
1882年，法國天文學家卡米耶·弗拉马里翁在《星體及天體奇觀》中說：「最後這個星座根本就是多此一舉，後來便自動從現代星圖上消失。」:141
这个星座位于现在的唧筒座和长蛇座之间。